# دختر گمشده (فیلم ۲۰۲۱)
دختر گمشده (انگلیسی: The Lost Daughter) فیلمی در ژانر درام روان‌شناختی به نویسندگی و کارگردانی مگی جیلنهال در اولین تجربۀ خود است که بر پایهٔ رمان به همین نام نوشتهٔ النا فرانته ساخته شده و در سال ۲۰۲۱ منتشر شد. الیویا کلمن، داکوتا جانسون، جسی باکلی، پاول مسکل، داگمارا دومینچیک، الیور جکسون-کوهن، پیتر سارسگارد و اد هریس بازیگران فیلم هستند.
اولین نمایش جهانی این فیلم در هفتاد و هشتمین جشنواره بین‌المللی فیلم ونیز در ۳ سپتامبر ۲۰۲۱ بود و جیلنهال در آن مراسم برنده جایزهٔ اوسلای طلایی بهترین فیلم‌نامه شد. این فیلم در ۳۱ دسامبر به‌صورت محدود در نتفلیکس پخش و در ۱۷ دسامبر ۲۰۲۱ در ایالات متحده اکران شد. دختر گم‌شده مورد تحسین منتقدان قرار گرفته‌است.

## بازیگران
- الیویا کلمن
- جسی باکلی
- داکوتا جانسون
- پیتر سارسگارد
- اد هریس
- پاول مسکل
- داگمارا دومینچیک
- الیور جکسون-کوهن
- جک فارذینگ
- آلبا رورواکر